# 内藤理沙
内藤 理沙（ないとう りさ、1989年〈平成元年〉1月10日 - ）は、日本の女性アイドルグループ活動停止中の「美少女クラブ31」のメンバー。群馬県邑楽郡大泉町出身。オスカープロモーション所属。

## 来歴・人物
- 2002年「第8回全日本国民的美少女コンテスト」に出場[2]。翌年、美少女クラブのメンバーとなる。
- 趣味は写真を撮ること、音楽鑑賞。特技はテニス。
- 父親はラグビー選手で、かつて三洋電機ラグビー部（後の三洋電機ワイルドナイツ、現・パナソニック ワイルドナイツ）に所属しており、三洋が強豪チームだった当時、センター、フルバックのポジションを務めていた[3]。
- 2017年1月、群馬県から「ぐんま観光特使」に任命される[4]。

## 出演

### ニュース番組
- ビジネス・クリック（2011年10月 - 火曜日ナビゲーター、TBS）

### バラエティ
- GIRLS A GOGO!（2003年10月 - 2006年9月、テレビ朝日）
- 恋愛百景（2006年10月 - 2009年9月、テレビ朝日）
- BOOMER（2011年5月 - 、J SPORTS）
- 聞きこみ!ローカル線 気まぐれ下車の旅（BSジャパン）
  - #47 青森県 青い森鉄道の旅 (2015年3月9日)
  - #58 宮崎県・鹿児島県 JR日南線の旅 (2015年6月8日)
  - #76 山口県 錦川鉄道錦川清流線の旅(2015年10月26日)
- 出発!ローカル線 聞きこみ発見旅（BSジャパン）
  - #39 茨城県 ひたちなか海浜鉄道湊線（2017年1月23日）
  - #75 鳥取県 若桜鉄道（2017年10月16日[5]）
- JOYnt!（2017年2月15日・22日、群馬テレビ）ゲスト出演。

### テレビドラマ
- ライフ（2007年6月 - 8月、フジテレビ系）
- コスプレ幽霊 紅蓮女（2008年1月 - 3月、テレビ東京系）
- 37歳で医者になった僕〜研修医純情物語〜（2012年4月 - 6月、関西テレビ・フジテレビ系） - 大久保由香 役
- トッカン 特別国税徴収官 第7話（2012年8月29日、日本テレビ系） - 田中萌 役
- 東京全力少女（2012年10月 - 12月、日本テレビ系） - 河辺容子 役
- ビブリア古書堂の事件手帖（2013年1月 - 3月、フジテレビ系） - 橋本さやか 役
- お天気お姉さん（2013年4月 - 6月、テレビ朝日） - 古屋黄子 役
- 私の嫌いな探偵（2014年1月 - 3月、テレビ朝日） - 聡美 役
- 水曜ミステリー9 温泉女将ふたりの事件簿3（2014年1月22日、テレビ東京系） - 長沢莉緒 役
- あすなろ三三七拍子（2014年7月 - 9月、フジテレビ系） - 真由美 役
- ドクターX〜外科医・大門未知子〜（2014年10月9日 - 12月、テレビ朝日系） - 関ヶ原朋子 役
- 天使と悪魔-未解決事件匿名交渉課-（2015年4月 - 6月、テレビ朝日） - 服部乃絵美 役
- エイジハラスメント（2015年7月 - 9月、テレビ朝日） - 高橋心音 役
- 山形発地域ドラマ「私の青おに」（2015年11月18日、NHK BSプレミアム） - 瀬戸 役
- 特集ドラマ「ジャングル・フィーバー」（2016年1月11日、NHK BSプレミアム）
- ダメな私に恋してください（2016年1月 - 3月、TBS） - 中島美咲 役
- 白鳥麗子でございます!（2016年1月 - 3月、メ〜テレ） - 泉順子 役
- 月曜ゴールデン 銭の捜査官 西カネ子（2016年2月15日、TBS） - 鈴木たまき 役
  - 月曜名作劇場 銭の捜査官 西カネ子2（2019年2月18日、TBS） - 鈴木たまき 役
- 松本清張特別企画 喪失の儀礼（2016年3月30日、テレビ東京系） - 藤田芳恵 役
- ドクターカー（2016年4月 - 6月、読売テレビ・日本テレビ系） - 永峰公乃 役
- グ・ラ・メ!〜総理の料理番〜（2016年7月22日 - 9月9日、テレビ朝日） - 阿藤理子 役[6]
- NHK土曜時代劇『忠臣蔵の恋〜四十八人目の忠臣〜』第2部（2017年1月14日、NHK総合） - 古牟 役
- 探偵少女アリサの事件簿（2017年1月28日、テレビ朝日） - 松田翔子 役
- 女囚セブン（2017年4月21日 - 6月9日、テレビ朝日） - 立原桐子 役
- 黒革の手帖（2017年7月20日 - 9月14日、テレビ朝日） - 島崎すみ江 役
- 今からあなたを脅迫します（2017年10月15日 - 12月17日、日本テレビ） - レイチェル 役
- 静おばあちゃんにおまかせ（2018年3月23日・30日、テレビ朝日） - 篠田あやみ 役
- 家政夫のミタゾノ 第2シリーズ（2018年4月20日 - 6月8日、テレビ朝日） - 早坂倫子 役
- リーガルV〜元弁護士・小鳥遊翔子〜（2018年10月11日 - 12月13日、テレビ朝日） - 神保有希 役
- 東京独身男子（2019年4月13日 - 6月8日、テレビ朝日） - 谷川理子 役
- 女子高生の無駄づかい（2020年1月24日 - 3月6日、テレビ朝日） - シーキョン 役
- 妖怪シェアハウス（2020年7月、テレビ朝日） - 山中美雪 役[7]
- モコミ〜彼女ちょっとヘンだけど〜（2021年1月23日 - 4月3日、テレビ朝日） - 桜井真由 役
- 言霊荘（2021年10月 - 、テレビ朝日） - 蝶野繭 役
- トモダチゲームR4（2022年7月23日 - 9月10日、テレビ朝日） - 如月ハル 役[8]
- 弁護士ソドム 第3話（2023年5月12日、テレビ東京） - 宇野江梨花 役
- ハレーションラブ（2023年8月5日 - 9月30日、テレビ朝日） - 小田桐真美 役[9]
- BS時代劇『あきない世傳 金と銀』（NHK BS・NHK BSプレミアム4K） - お梅 役
  - あきない世傳 金と銀（2023年12月8日 - 2024年2月2日）[10]
  - あきない世傳 金と銀2（2025年4月6日 - 5月25日）[11][12]
  - あきない世傳 金と銀3（2026年春〈予定〉 - ）[13]
- おかしな刑事最終回! 大千秋楽スペシャル（2024年1月6日、テレビ朝日） - 栗山南 役[14][15]
- スカイキャッスル（2024年7月25日 - 9月26日、テレビ朝日） - 加藤玲 役[16]

### ラジオ番組
- 夜トレ！（2015年6月5日 - 2017年3月31日、ラジオNIKKEI第1放送）

### 舞台
- 眠れる森の熱情（2007年5月30日 - 6月10日）
- 白い糸（2007年9月20日 - 10月1日）
- 静止の白鳥（2007年9月20日 - 10月1日）
- 給湯室（2007年9月20日 - 10月1日）
- 旅に出ようよ サリー&Daydreamer（2008年4月3日 - 4月6日）

### 映画
- クローバー（2014年11月1日、東宝） - 上田かおる 役

### CM
- 厚生労働省（2006年12月）

### スチール
- 駿台予備学校パンフレット（2007年度版）